# イソピペリテノンΔイソメラーゼ
イソピペリテノンΔイソメラーゼ(Isopiperitenone Delta-isomerase、EC 5.3.3.11)は、以下の化学反応を触媒する酵素である。
イソピペリテノン{\displaystyle \rightleftharpoons }ピペリテノン
従って、この酵素の1つの基質はイソピペリテノン、1つの生成物はピペリテノンである。
この酵素は異性化酵素、特にC=C結合の転位に関与する分子内酸化還元酵素に分類される。系統名は、イソピペリテノン Δ8-Δ4-イソメラーゼである。